# Levan Mchedlidze
Levan Mchedlidze (georgiano: ლევან მჭედლიძე - Tbilisi, 24 de março de 1990) é um futebolista georgiano que joga no Empoli.